# Die Grashüpfer
Die Grashüpfer (Originaltitel: Les Faucheurs de marguerites) ist eine kanadisch-französisch-deutsche Fernsehserie. Sie lief in vier Staffeln von 1974 bis 1982 in der ARD. 

## Handlung
Die Grashüpfer ist eine aufwendige internationale Fernsehproduktion über die Zeit der Flugpioniere, die fast vier Jahrzehnte umspannt. Die Serie wurde erstmals am 27. Mai 1974 im französischen Fernsehen ausgestrahlt. 

### Staffel 1: Pioniere der Fliegerei
- 13 Folgen à 25 Minuten (in anderen Ländern teilweise sieben Folgen à 55 Minuten)

Erzählt wird die Geschichte des Fabrikantensohnes Edouard Dabert und seines Freundes Jules Joly, die im Auftrag der Lumiere-Brüder nach Deutschland fahren und dort die Flugversuche von Otto Lilienthal filmen. Ihre Faszination für die Fliegerei beginnt. Mit immer waghalsigeren Flugversuchen erobern die beiden den Himmel. Da in Amerika inzwischen die Gebrüder Wright neue Fluggeräte konstruieren und Rekorde aufstellen, kommt es zum Wettstreit zwischen den Franzosen und den Amerikanern, der entschieden wird, als Louis Blériot die erste Ärmelkanalüberquerung gelingt. 
Regie bei dieser Staffel führte Marcel Camus, dessen Film Orfeu Negro einen Oscar erhielt.

### Staffel 2: Ritter der Lüfte
- Sechs Folgen à 45 Minuten (in anderen Ländern 55 Minuten)

Dabert wird in den Ersten Weltkrieg einberufen. Er lernt das deutsche Fliegerass Hans Meister kennen. Obwohl beide auf gegnerischen Seiten kämpfen, schließen sie Freundschaft, die auch nach dem Krieg anhält. In dieser Staffel kommt Daberts Frau bei einem Rundflug ums Leben und sein Sohn wendet sich von ihm ab. Dabert möchte die Fliegerei an den Nagel hängen und wird Mechaniker. Schließlich überredet ihn Flieger Etienne Leroux zum ersten Trans-Europa-Flug.

### Staffel 3: Eroberer des Himmels
- Sechs Folgen à 45 Minuten (in anderen Ländern 55 Minuten)

In den 20er Jahren werden die einstigen Fliegerasse des Ersten Weltkrieges nicht mehr gebraucht. Sie halten sich mit Flugschauen und Kurierflügen über Wasser.

### Staffel 4: Bezwinger der Kontinente
- Sechs Folgen à 50 Minuten

Nach der Transatlantiküberquerung durch Charles Lindbergh veranstalten nun Dabert und Meister ihrerseits abenteuerliche Langstreckenflüge.

## Veröffentlichung
2001 erschien die Serie im französischen Original auf DVD. Am 6. März 2020 wurde die erste Staffel von der Fernsehjuwelen GmbH auf DVD (Region 2) in deutscher sowie französischer Sprache veröffentlicht. Sie hat eine Spieldauer von 366 Minuten. Im März 2022 wurde die zweite Staffel von der Fernsehjuwelen GmbH auf DVD in deutscher sowie französischer Sprache veröffentlicht. Sie hat eine Spieldauer von 300 Minuten. Im Juli 2022 erschien die dritte Staffel mit einer Gesamtlänge von 330 Minuten.